# Times Square (album)
Pour les articles homonymes, voir Times Square (homonymie).
Albums de Gary Burton
Passengers
(1977) In concert Zurich, October 28, 1979
(1979)
Times Square est un album du vibraphoniste de jazz américain Gary Burton enregistré en janvier 1978 et commercialisé en 1978.

## Liste des titres
| No | Titre           | Musique       | Durée |
| -- | --------------- | ------------- | ----- |
| 1. | Semblance       | Keith Jarrett | 4:01  |
| 2. | Coral           | Keith Jarrett | 5:48  |
| 3. | Careful         | Jim Hall      | 4:42  |
| 4. | Peau Douce      | Steve Swallow | 4:55  |
| 5. | Midnight        | Steve Swallow | 4:21  |
| 6. | Radio           | Steve Swallow | 4:42  |
| 7. | True or False   | Steve Swallow | 2:21  |
| 8. | Como En Vietnam | Steve Swallow | 6:43  |

## Classement
| Album        | Année | Catégorie  | Position |
| ------------ | ----- | ---------- | -------- |
| Times Square | 1978  | Jazz Album | 43e      |